# Li Mingqiang
Li Mingqiang (chiń. 李名強; ur. 29 września 1936 w Szanghaju) – chiński pianista i pedagog muzyczny, laureat i juror wielu konkursów pianistycznych.

## Życiorys

### Młodość i wykształcenie
Gry na fortepianie zaczął uczyć się w wieku kilku lat, a swą edukację muzyczną odbył w Szanghaju. W 1957 rozpoczął studia w Wyższej Szkole Muzycznej w Szanghaju.
W trakcie studiów osiągnął sukcesy na kilku konkursach pianistycznych:
- Międzynarodowy Konkurs Pianistyczny im. Bedřicha Smetany w Pradze (1957) – III nagroda
- Międzynarodowy Konkurs Muzyczny im. George'a Enescu w Bukareszcie (1958) – I nagroda
- VI Międzynarodowy Konkurs Pianistyczny im. Fryderyka Chopina (1960) – IV nagroda[2]

### Międzynarodowa kariera
Po sukcesach konkursowych występował w wielu krajach Europy (w Austrii, Belgii, Bułgarii, Czechosłowacji, Danii, Finlandii, Grecji, Luksemburgu, Niemczech, Norwegii, Słowacji, Szwecji, Szwajcarii, na Ukrainie i Węgrzech), a także w Australii, na Kubie oraz w Ameryce Północnej i Azji. Przez wiele lat prowadził zajęcia w Konserwatorium Muzycznym w Szanghaju (1984–1989) i na Uniwersytecie Baptystów w Hongkongu (1994–1997), a także klasy mistrzowskie (m.in. w Uniwersytet Carnegiego i Mellonów, Uniwersytet Indiany, Uniwersytet Kalifornijski, Uniwersytet Illinois w Chicago i Uniwersytet Yale).
Był jurorem kilkudziesięciu konkursów muzycznych, m.in. Międzynarodowego Konkursu Muzycznego im. Piotra Czajkowskiego, Międzynarodowego Konkursu Pianistycznego im. Van Cliburna, Międzynarodowego Mistrzowskiego Konkursu Pianistycznego im. Artura Rubinsteina, Międzynarodowego Konkursu Pianistycznego w Hamamatsu, a także konkursów w Bukareszcie, Sydney, Paryżu, Montrealu, Santander i Szanghaju. W 1995 zasiadał w jury XIII Międzynarodowego Konkursu Pianistycznego im. Fryderyka Chopina.

## Repertuar i dyskografia
W jego repertuarze znajdują się utwory Fryderyka Chopina, Ludwiga van Beethovena, Ferenca Liszta, Johannesa Brahmsa, George'a Enescu, Siergieja Rachmaninowa, Franza Schuberta i wielu kompozytorów chińskich. Nagrał wiele płyt z muzyką wymienionych kompozytorów, między innymi dla wytwórni Electrecord.